# Armadillidium willii
Armadillidium willii là một loài chân đều trong họ Armadillidiidae. Loài này được Koch miêu tả khoa học năm 1835.